# Montevideo Open 2021/Qualifikation
Dieser Artikel zeigt die Ergebnisse der Qualifikationsrunden für die Montevideo Open 2021 des Damentennis. Insgesamt nahmen 8 Spielerinnen an der Qualifikation teil, die am 15. November 2021 stattfand.

## Einzel

### Setzliste
| Nr. | Spielerin               | Erreichte Runde     |
| --- | ----------------------- | ------------------- |
| 01. | Olivia Tjandramulia     | qualifiziert        |
| 02. | Dasha Ivanova           | qualifiziert        |
| 03. | Jasmin Jebawy           | Qualifikationsrunde |
| 04. | Martina Capurro Taborda | qualifiziert        |

Zeichenerklärung
- Q = Qualifikant
- WC = Wildcard
- LL = Lucky Loser
- ITF = qualifiziert über ITF-Ranking
- ALT = alternate (Ersatz)
- PR = Protected Ranking
- SE = Special Exempt
- r = retired (Aufgabe)
- d = Disqualifikation
- w.o. = walkover
- [ ] = Match-Tie-Break

### Ergebnisse
|  | Qualifikationsrunde |                         |   |   |   |
|  |                     |                         |   |   |   |
|  | 1                   | Olivia Tjandramulia     | 5 | 6 | 6 |
|  |                     | Julieta Estable         | 7 | 4 | 3 |
|  |                     |                         |   |   |   |
|  | 2                   | Dasha Ivanova           | 6 | 6 |   |
|  |                     | Rebeca Pereira          | 1 | 3 |   |
|  |                     |                         |   |   |   |
|  | 3                   | Jasmin Jebawy           | 3 | 5 |   |
|  | WC                  | Marina Bulbarella       | 6 | 7 |   |
|  |                     |                         |   |   |   |
|  | 4                   | Martina Capurro Taborda | 6 | 6 |   |
|  | WC                  | Juliana Rodríguez       | 0 | 0 |   |